# Kayla Sanchez
Pour les articles homonymes, voir Sánchez.
Kayla Sanchez, née le 7 avril 2001, est une nageuse canadienne d'origine philippine, médaillée de bronze mondiale en 2019. Depuis 2023, elle représente les Philippines sur la scène internationale.

## Biographie
Son père est originaire de Mabalacat et sa mère de Baguio, deux villes des Philippines. La famille émigre au Canada alors que Sanchez est encore une enfant.
Aux championnats du monde juniors 2017, elle fait partie de l'équipe canadienne qui remporte l'or en battant le record du monde junior et le record des championnats de la distance. 
En 2018, elle bat le record du monde junior du 50 m nage libre lors de NYAC Cup, passant sous la barre des 24 secondes avec un temps de 23 s 94. La même année, elle remporte deux médailles d'argent aux Jeux du Commonwealth et deux de bronze aux championnats pan-pacifiques.
Lors des championnats du monde 2019, elle fait partie de l'équipe qui remporte la médaille de bronze du 4 × 100 m nage libre avec Taylor Ruck, Penny Oleksiak et Margaret MacNeil. Trois ans plus tard, elle remporte l'argent mondial sur la même distance avec les trois mêmes compatriotes.
Elle est médaillée d'argent du relais 4 × 100 m nage libre et médaillée de bronze du relais 4 × 100 m quatre nages aux Jeux olympiques de 2020 à Tokyo.

## Palmarès

### Championnats du monde en grand bassin
- Championnats du monde 2019 à Gwangju :
  -  Médaille de bronze du relais 4 × 100 m nage libre
  -  Médaille de bronze du relais 4 × 200 m nage libre
- Championnats du monde 2022 à Budapest :
  -  Médaille d'argent du relais 4 × 100 m nage libre.
  -  Médaille d'argent du relais 4 × 100 m nage libre mixte.
  -  Médaille de bronze du relais 4 × 200 m nage libre.
  -  Médaille de bronze du relais 4 × 100 m quatre nages (participe uniquement aux séries).